# Italie au Concours Eurovision de la chanson 1991
L'Italie a participé au Concours Eurovision de la chanson 1991 le 4 mai à Rome, en Italie. C'est la 33e participation de l'Italie au Concours Eurovision de la chanson.
Le pays est représenté par le chanteur Peppino di Capri et la chanson Comme è ddoce 'o mare (en), sélectionnés en interne par la RAI.

## Sélection
Le radiodiffuseur italien, la Radiotelevisione Italiana (RAI, Radio-télévision italienne), choisit l'artiste et la chanson en interne pour représenter l'Italie au Concours Eurovision de la chanson 1991.
| Artiste          | Chanson                    | Langue     | Traduction             |
| ---------------- | -------------------------- | ---------- | ---------------------- |
| Peppino di Capri | Comme è ddoce 'o mare (en) | Napolitain | Comme la mer est douce |

Lors de cette sélection, c'est la chanson Comme è ddoce 'o mare, interprétée par Peppino di Capri, qui fut choisie pour représenter l'Italie à l'Eurovision 1991. 
Le chef d'orchestre sélectionné pour l'Italie à l'Eurovision 1991 est Bruno Canfora.

## À l'Eurovision

### Points attribués par l'Italie
| 12 points | France      |
| 10 points | Malte       |
| 8 points  | Turquie     |
| 7 points  | Islande     |
| 6 points  | Royaume-Uni |
| 5 points  | Belgique    |
| 4 points  | Suisse      |
| 3 points  | Irlande     |
| 2 points  | Grèce       |
| 1 point   | Portugal    |

### Points attribués à l'Italie
| 12 points             | 10 points                     | 8 points | 7 points                | 6 points |
| --------------------- | ----------------------------- | -------- | ----------------------- | -------- |
| - Finlande - Portugal | - Irlande - Norvège - Turquie | - France | - Espagne - Yougoslavie | - Grèce  |
| 5 points              | 4 points                      | 3 points | 2 points                | 1 point  |
|                       |                               | - Israël | - Malte - Suisse        |          |

Peppino di Capri interprète Comme è ddoce 'o mare en dernière position, suivant Chypre. À la fin du vote, l'Italie termine 7e sur 22 pays, ayant reçu 89 points au total,.